# Крекінг-установка в Плакуемін (Shintech)
Крекінг-установка в Плакуемін (Shintech) — підприємство нафтохімічної промисловості, яке споруджується в Луїзіані.
Нове виробництво у Плакуемін є продовженням цілого ряду підприємств,що виникли в нафтохімічній галузі США внаслідок «сланцевої революції» (такі як установки піролізу у Фріпорті, Бейтауні, Сідар-Байу та інші). Великі об'єми видобутку природного газу, багатого на гомологічні наступники метану, дозволили організувати економічно доцільну сепарацію додаткових обсягів етану, на основі чого почався новий етап виробництва олефінів у країні. Долучитись до нього вирішила і компанія Shintech (американська «донька» японської корпорації Shin-Etsu Chemical), яка обрала місце для своєї установки парового крекінгу (піролізу) в Плакуемін, за два десятки кілометрів на південь від Батон-Руж (можливо відзначити, що тут з 20-го століття діє виробництво олефінів компанії Dow Chemicals).
Потужність нової установки буде значно меншою — лише 500 тисяч тонн етилену на рік — аніж у згаданих на початку статті інших нових підприємств нафтохімії в регіоні Мексиканської затоки. Її продукція використовуватиметься на запланованих Shintech до створення виробництвах дихлориду етилену та мономеру вінілхлориду. Останній у свою чергу піде на вже наявний завод з полімеризації тут же у Плакуемін, потужність якого збільшать на 350 тисяч тонн на рік.
Введення установки крекінгу в експлуатацію заплановане на 2018 рік.